# Alasjärv
Alasjärv (est. Alasjärv, Piipse järv) – jezioro w Estonii,  w prowincji Valgamaa, w gminie Haanja. Należy do pojezierza Haanja (est. Hannja järved). Położone jest na wschód od wsi Villa. Ma powierzchnię 2,2 ha linię brzegową o długości 564 m, długość 210 m i szerokość 130 m. Sąsiaduje m.in. z jeziorami Kirbu, Vällämäe Küläjärv, Hanija, Plaani Mudajärv, Ruusmäe, Vällämäe Peräjärv. Położone jest na terenie obszaru chronionego krajobrazu Haanja (est. Haanja looduspark). Jezioro zamieszkują m.in.: płoć, okoń. szczupak, lin, słonecznica pospolita.